# Sozialer Wohnungsbau

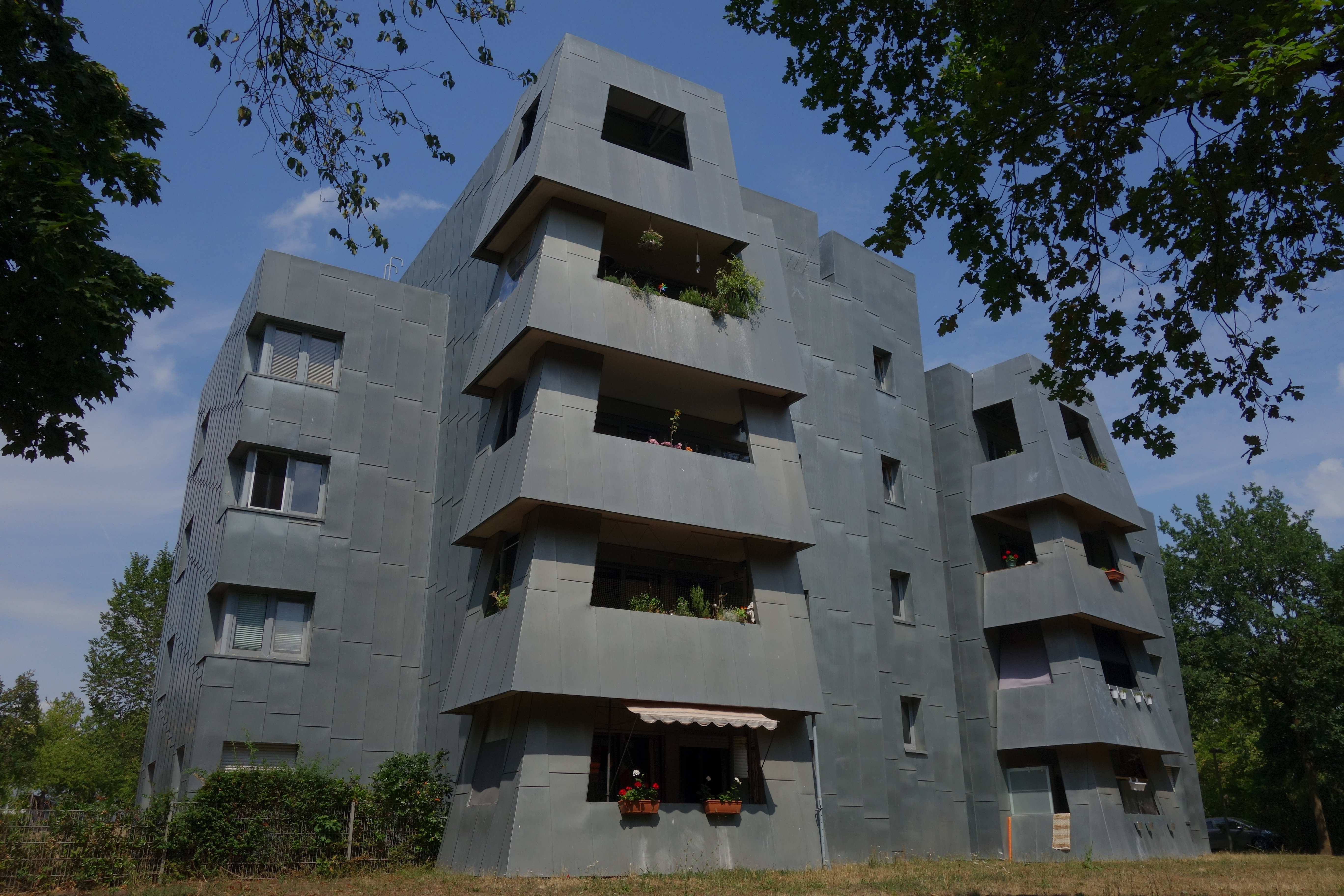
Sozialer Wohnungsbau in Frankfurt-Goldstein, entworfen vom Architekten Frank Gehry

Als sozialen Wohnungsbau bezeichnet man den staatlich geförderten Bau von Wohnungen, insbesondere für soziale Gruppen, die ihren Wohnungsbedarf nicht am freien Wohnungsmarkt decken können.

## Mittel des sozialen Wohnungsbaus
Beim sozialen Wohnungsbau unterstützt die öffentliche Hand private Investoren und kommunale Wohnungsunternehmen dabei, preiswerte Mietwohnungen für Haushalte mit Zugangsschwierigkeiten zum allgemeinen Wohnungsmarkt bereitzustellen.
Da sich die Systeme zur Wohnraumförderung in verschiedenen Staaten grundlegend unterscheiden, ist eine allgemeingültige Definition des Begriffs schwierig zu finden. Je nach Staatssystem ist der soziale Wohnungsbau wirtschafts- und sozialpolitisch eine Ergänzung zu Mitteln der Wohnungspolitik wie Mietpreisbindung oder Wohnbauförderung.
Ergebnisse sozialen Wohnungsbaus können Plattenbauten, Großwohnsiedlungen und Trabantenstädte sein.

## Sozialer Wohnungsbau nach Ländern
Deutschland
Österreich
Schweiz
→ Gemeinnütziger Wohnungsbau Schweiz Die wichtigsten Partner sind Genossenschaften, Stiftungen und Kommunale Bauträger.
Frankreich
Schweden
In Schweden hatte das Millionenprogramm das Ziel, innerhalb von zehn Jahren (zwischen 1965 und 1975) rund eine Million neue Wohnungen zu bauen.
Singapur
In Singapur ist für den öffentlichen Wohnungsbau das Housing and Development Board zuständig.
Vereinigte Staaten
In den Vereinigten Staaten von Amerika ist auf nationaler Ebene das Ministerium für Wohnungsbau und Stadtentwicklung für den sozialen Wohnungsbau zuständig.